# Anomiopus tuberculicollis
Anomiopus tuberculicollis är en skalbaggsart som beskrevs av Canhedo 2006. Anomiopus tuberculicollis ingår i släktet Anomiopus och familjen bladhorningar. Inga underarter finns listade i Catalogue of Life.